# WMCリソーシズ
WMCリソーシズ（WMC Resources Limited, 名称由来：Western Mining Co., Ltd. Resources Limited）は、ニッケル、アルミニウムにおける最大級の企業であり、他に金、銅、ウラン、石油・天然ガスを生産する鉱山・エネルギー企業である。本社はオーストラリアのビクトリア州メルボルン。
コバルトの最大級の企業ファルコンブリッジ社（ノランダ社の子会社）にコバルト含有物を供給しており、コバルトの大企業でもある。
BHPビリトン（現在のBHPグループ）からの友好的買収提案をうけ、グループ会社となり、買収がほぼ完了した2005年6月29日、オーストラリア証券取引所から上場廃止された。
同社が1999年からウェブ上で取引・公開しているWMC Cobalt Open Sales System（WMC COSS）は、非鉄関連で最も影響力のあるウェブサイトであり、コバルトの市況動向を知る上で重要な指標であったが、7月にBHP Billiton Cobalt Open Sales Systemに改変した。